# Louis Hofbauer

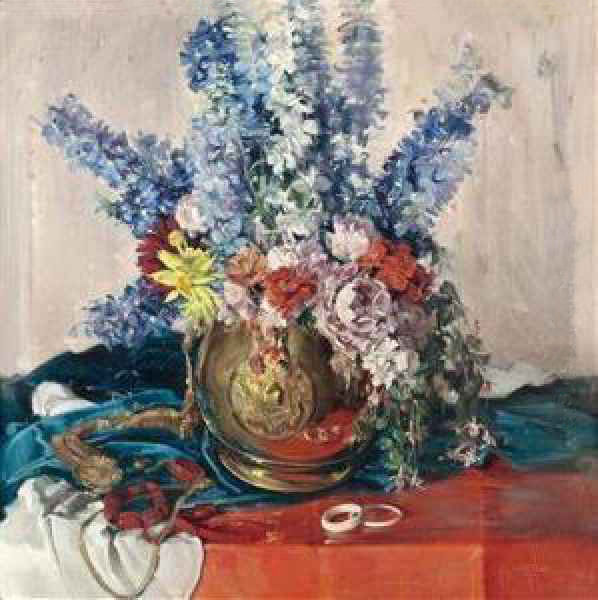
Stillleben mit Blumen in Messingvase und Schmuckstücken

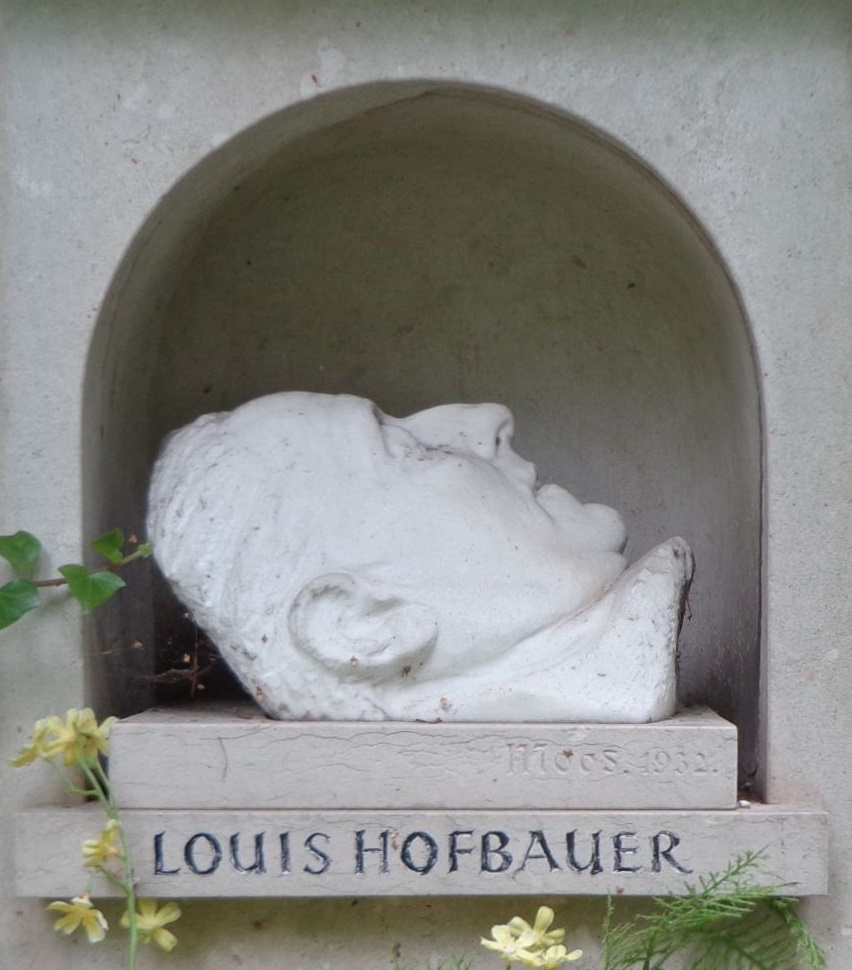
Urnengrab von Louis Hofbauer auf dem Salzburger Kommunalfriedhof

Louis Hofbauer (* 26. Oktober 1889 in Jalta; † 1. Juni 1932 in Salzburg) war ein österreichischer Maler.

## Leben und Wirken
Sein Vater war Wiener, seine Mutter stammte aus Klosterneuburg. Er wuchs im Wiener Raum auf und studierte 1905/06 an der Graphischen Lehr- und Versuchsanstalt bei Otto Prutscher. Von 1907 bis 1911 besuchte er die Akademie der Bildenden Künste Wien bei Franz Rumpler, der ihm mit einem Stipendium einen längeren Italienaufenthalt ermöglichte. Anschließend begann er mit der Ausstellungstätigkeit in Wien. Während des Ersten Weltkriegs war er mit der Renovierung der Barock-Fresken der Olmützer Garnisonkirche beschäftigt. Nach Kriegsende zog er nach Straßwalchen, war 1923/24 in Bozen und wohnte ab 1925 in Munderfing. 1923 war er Mitbegründer der Innviertler Künstlergilde. 
Hofbauer starb im Salzburger St.-Johanns-Spital am Typhus. Nach seinem Tod erhielt er ein Urnengrab auf dem Salzburger Kommunalfriedhof, in dem später auch Karl Hosaeus bestattet wurde.

## Werke (Auswahl)
- Alter Hausgang (1923), Oberösterreichisches Landesmuseum
- Phloxstilleben und Knechtbett (1925)
- Menscherkammer (1927)

## Auszeichnungen
- Preis der Stadt Linz (1925)
- Medaille der Stadt Salzburg (1927)
- Staatspreis in Graz (1928)